# Geisingberg
Der Geisingberg ist ein markanter 820,6 m ü. NHN hoher Basaltberg im östlichen Erzgebirge in der Nähe der Stadt Altenberg im Freistaat Sachsen. Zu Beginn des professionellen Wintersports war er Austragungsort mehrerer Wettkämpfe.

## Geologie
Der Geisingberg gehört zu den nördlichen Ablegern des böhmischen Tertiärvulkanismus. Als vor 30 Millionen Jahren die Erdkruste in Mitteleuropa erneut in Bewegung geriet, wurde das Erzgebirge emporgehoben und an zahlreichen Stellen quoll Lava empor. Zeugen dieser bewegten Erdgeschichte zeigen sich auch heute noch in Form anderer Vulkanbauten, wie der benachbarte Luchberg oder der Scheibenberg im Westerzgebirge. Geologisch werden diese Berge und somit auch der Geisingberg zur Quellkuppe gezählt.

## Lage und Umgebung
Der Geisingberg liegt im oberen Osterzgebirge zwischen der Bergstadt Altenberg und ihrem Stadtteil Geising. An der Nord- und Westseite verläuft die Trasse der Müglitztalbahn.

### Wanderrouten zum Gipfel
- Der bequemste Aufstieg führt von Altenberg über den Fahrweg zum Gipfel.
- Weitere Wanderwege beginnen in Geising und Bärenstein.
- Über den Geisingberg verläuft der Bergwanderweg Eisenach–Budapest.

## Geschichte

### Entstehung des Namens
Der Wortstamm geut (germ.) bzw. geußen (frühneuhochdeutsch) deutet auf fließen lassen hin und bezeichnet den Geisingberg als den (vom Regenwasser) übergossenen Berg.

### Touristische Erschließung
Am 23. Juli 1828 besuchte Alexander von Humboldt den Gipfel des Berges und führte hier Höhenmessungen durch. Zu Beginn des 19. Jahrhunderts existierten auf dem Gipfel Pavillons, die von den sächsischen Königen, insbesondere König Anton, für Jagdzwecke genutzt worden sind.
Nachdem erste Versuche gescheitert waren, die Gäste des Berges gastronomisch zu versorgen, ergriff Carl Mutze aus Geising die Initiative und errichtete um einen Ahornbaum auf dem Gipfel ein Aussichtsgerüst und eine Blockhütte.
Die 1890 bis Geising eröffnete Müglitztalbahn brachte der Region einen touristischen Entwicklungsschub. Schon 1889 hatte sich in Altenberg ein Gebirgsverein gegründet, welcher den Bau eines Aussichtsturmes auf dem Geisingberg beabsichtigte. Dieser wurde am 27. September 1891 an Stelle des Aussichtsgerüsts eröffnet. Der Turm ist 18 Meter hoch, 88 Stufen führen auf die Aussichtsplattform. Benannt wurde der Louisenturm nach der damaligen Verlobten des späteren Königs Friedrich August III. von Sachsen, Prinzessin Louise.
1898 errichtete man daneben ein Unterkunftshaus, das 1906 bereits wieder abgerissen und durch eine auf massiven Grund errichtete Bergbaude ersetzt wurde. Diese wurde zunächst nur während der Sommersaison bewirtschaftet und lädt noch heute zum Besuch ein.

### Früher Wintersport
Eine bekannte Skiabfahrtsstrecke am Geisingberg war einst die sogenannte Sachsenabfahrt, die u. a. zu den Deutschen Ski-Meisterschaften 1937 benutzt worden ist. 
An der Westseite des Berges erfolgte im Januar 1933 die Einweihung einer als Sachsenschanze bezeichneten Skisprungschanze. Beim Eröffnungswettkampf, den etwa 6.000 Zuschauer verfolgten, wurden Sprungweiten bis 59 Meter erreicht. Die Schanze existierte nach dem Zweiten Weltkrieg bis in die 1950er Jahre unter der Bezeichnung Schanze des Friedens, auf welcher auch internationale Wettkämpfe ausgetragen wurden.

### Bergbau und Steinbruchbetrieb
Angeregt von der nahen Altenberger Zinnerzlagerstätte, fanden zwischen 1749 und 1794 sowie von 1838 bis 1842 auch am Westhang des Geisingbergs Abbauversuche auf Zinnerz statt. Dabei wurde auch ein 24 Meter tiefer Schacht abgeteuft. Die Bergbauversuche verliefen jedoch ergebnislos.
Seit Anfang des 20. Jahrhunderts wurde der in einem Steinbruch am Osthang des Berges wahrscheinlich schon länger betriebene Basaltabbau intensiviert. 1908 erfolgte die Anlage einer Seilbahn, die das gebrochene Gestein zur Station Hartmannmühle der Müglitztalbahn transportierte. Im Vorfeld einer am 1. März 1930 durchgeführten Kammersprengung mit 40.000 kg Sprengstoff erfolgten Proteste vom Landesverein Sächsischer Heimatschutz und anderen Organisationen, die mit der Ausweitung des Basaltabbaus eine Abtragung des Berges befürchteten. Der Steinbruch wurde daraufhin stillgelegt.

### Naturschutz
Die Geschichte des Naturschutzes reicht am Geisingberg bis ins frühe 20. Jahrhundert zurück. Bereits 1911 beantragte der Landesverein Sächsischer Heimatschutz den Schutz der Geisingbergwiesen. 1925 kaufte der Verein dann ein erstes ca. 10 Hektar großes Areal und verpachtete dieses an ortsansässige Landwirte als Heuwiese. Dadurch wurde eine intensive landwirtschaftliche Nutzung verhindert, so dass auf den Bergwiesen außergewöhnlich artenreiche und schützenswerte Lebensräume und Landschaftselemente (u. a. Borstgrasrasen, Nieder- und Zwischenmoore, Feuchtwiesen, unverbaute Bachläufe und Bergmischwälder) erhalten blieben. Schützenswert sind zudem die zahlreichen Steinrücken an den Berghängen.
In den 1960er Jahren wurden der Geisingberg und ein Teil der umgebenden Wiesen als Naturschutzgebiet ausgewiesen. Neben der Fichte wachsen hier Rotbuche, Gewöhnliche Esche, Bergahorn und Spitzahorn. Die Bodenflora besteht meist aus subkontinentalen Arten, darunter Wolliger Hahnenfuß, Süße Wolfsmilch und Purpur-Hasenlattich.
In den 1990er Jahren wurde das Gebiet auf mittlerweile über 300 Hektar erweitert. Das Bundesamt für Naturschutz förderte zwischen 1999 und 2008 mit einem Finanzvolumen von 5,37 Mio. € die nachhaltige Sicherung und naturschutzfachliche Aufwertung der strukturreichen Offenlandschaft durch eine naturverträgliche extensive Landnutzung im Rahmen des Projektes Bergwiesen im Osterzgebirge.

## Galerie

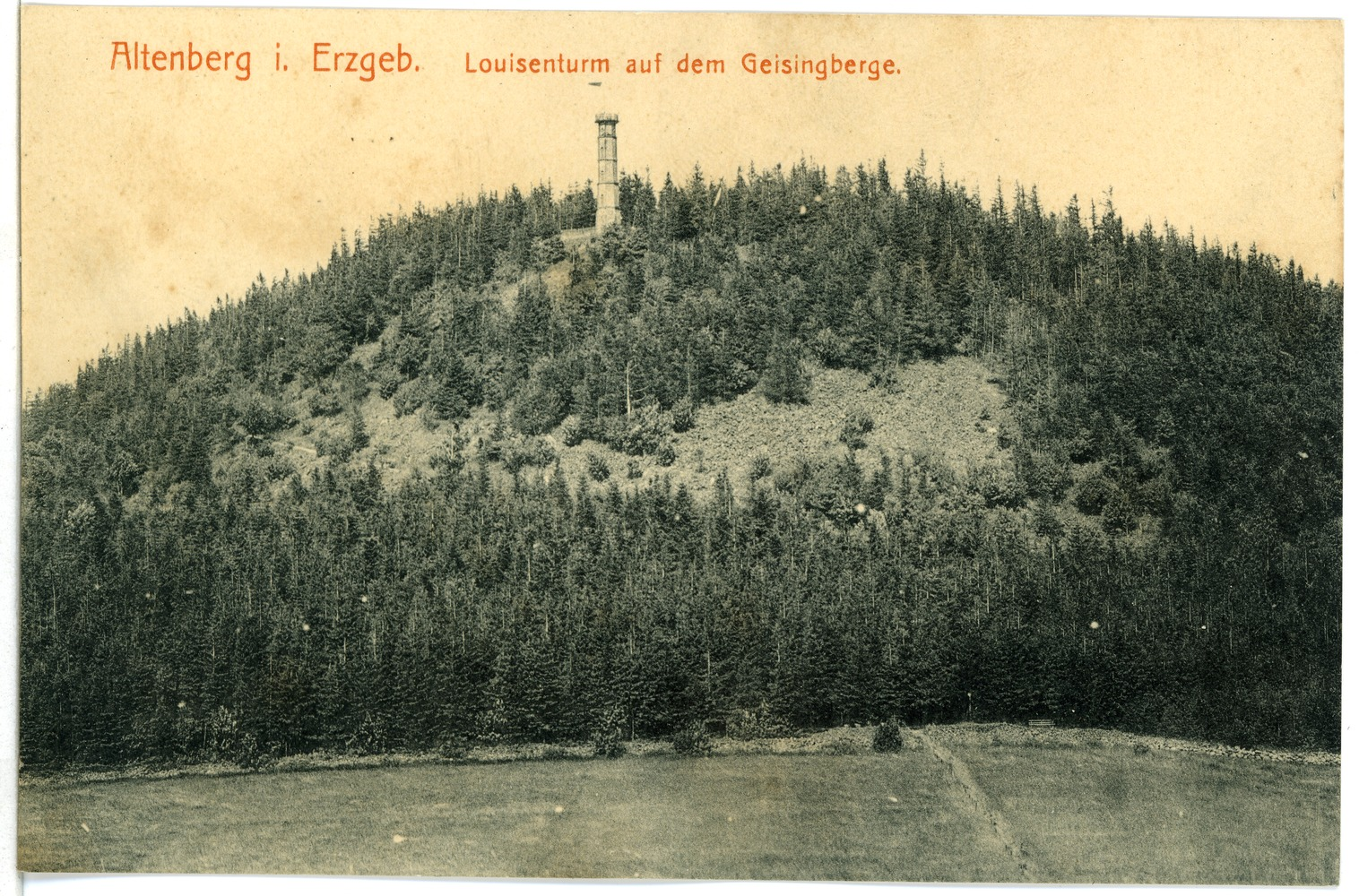
Historische Ansicht des Berges mit dem Louisenturm
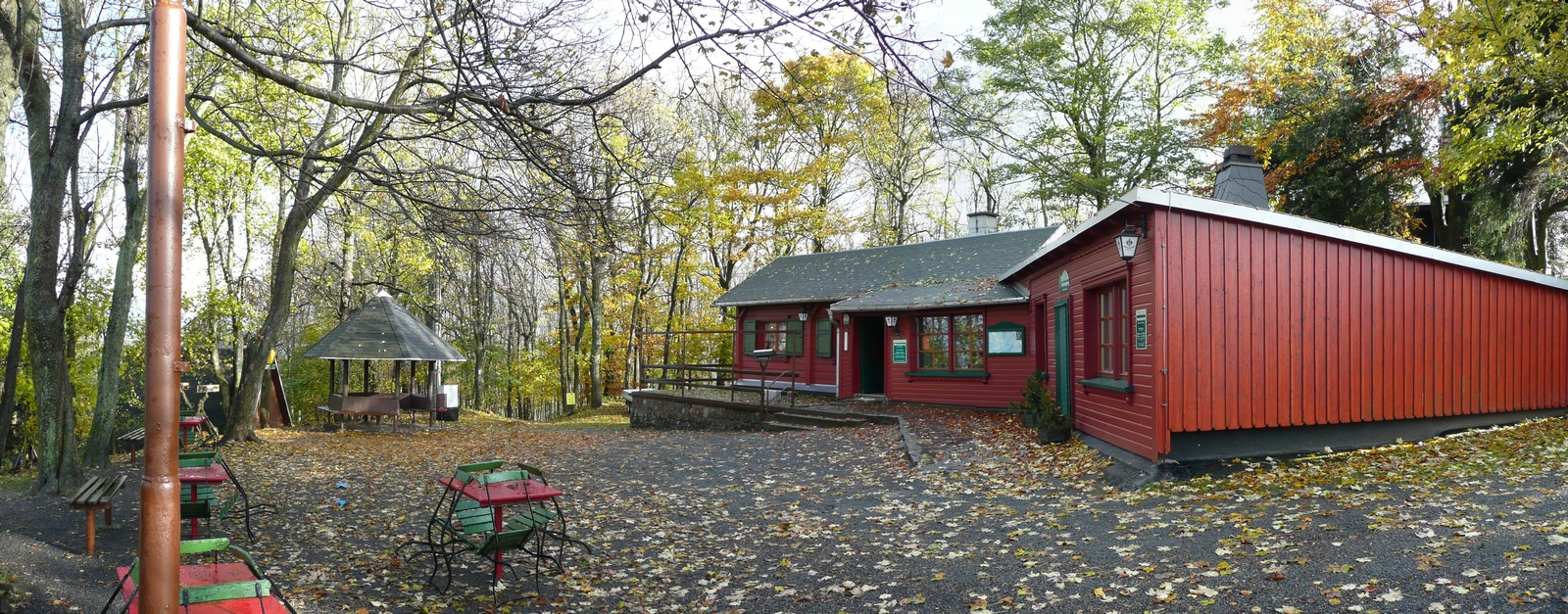
Blick auf die Geisingbergbaude
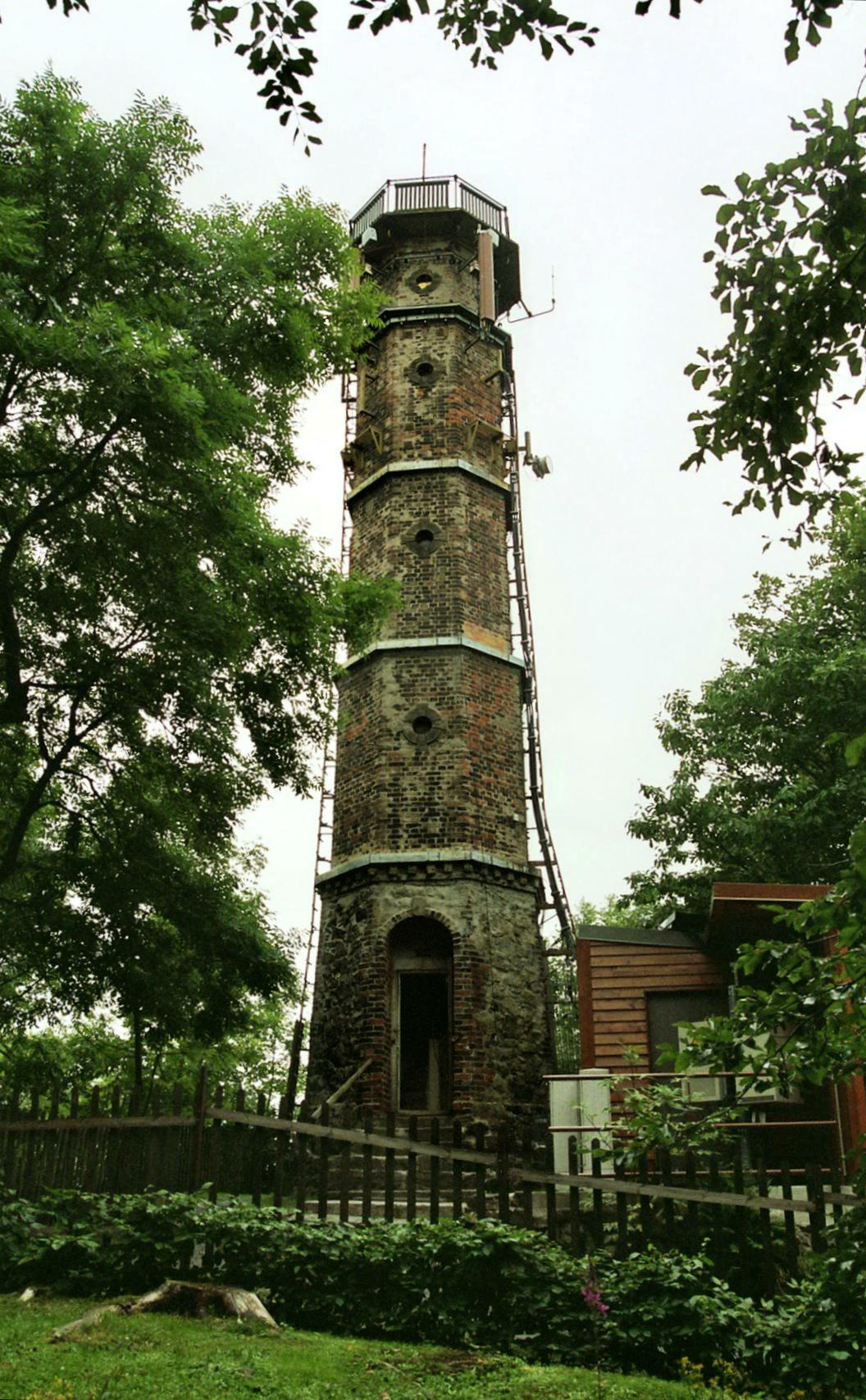
Der 1891 errichtete Louisenturm
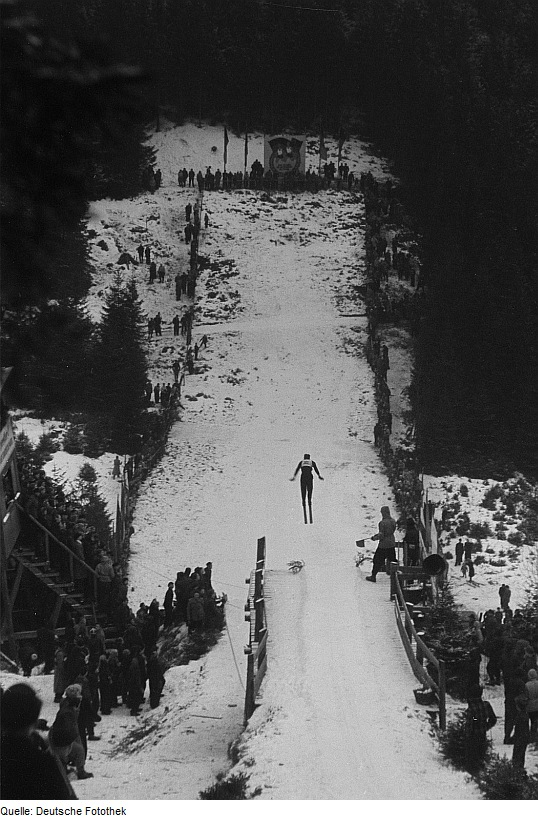
Skispringen auf der Schanze des Friedens (1952)
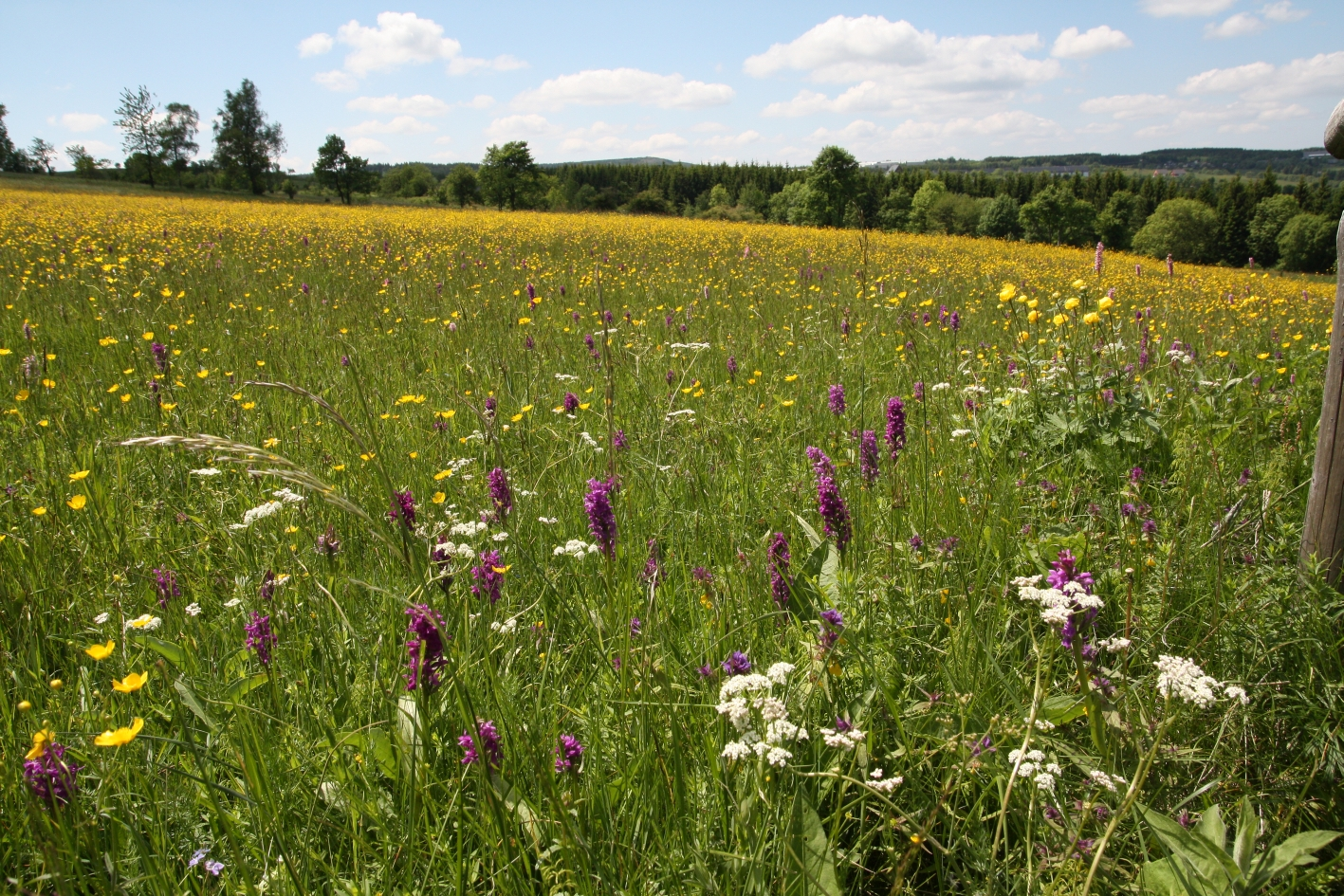
Bergwiesen am Klengelsteig unterhalb des Berges
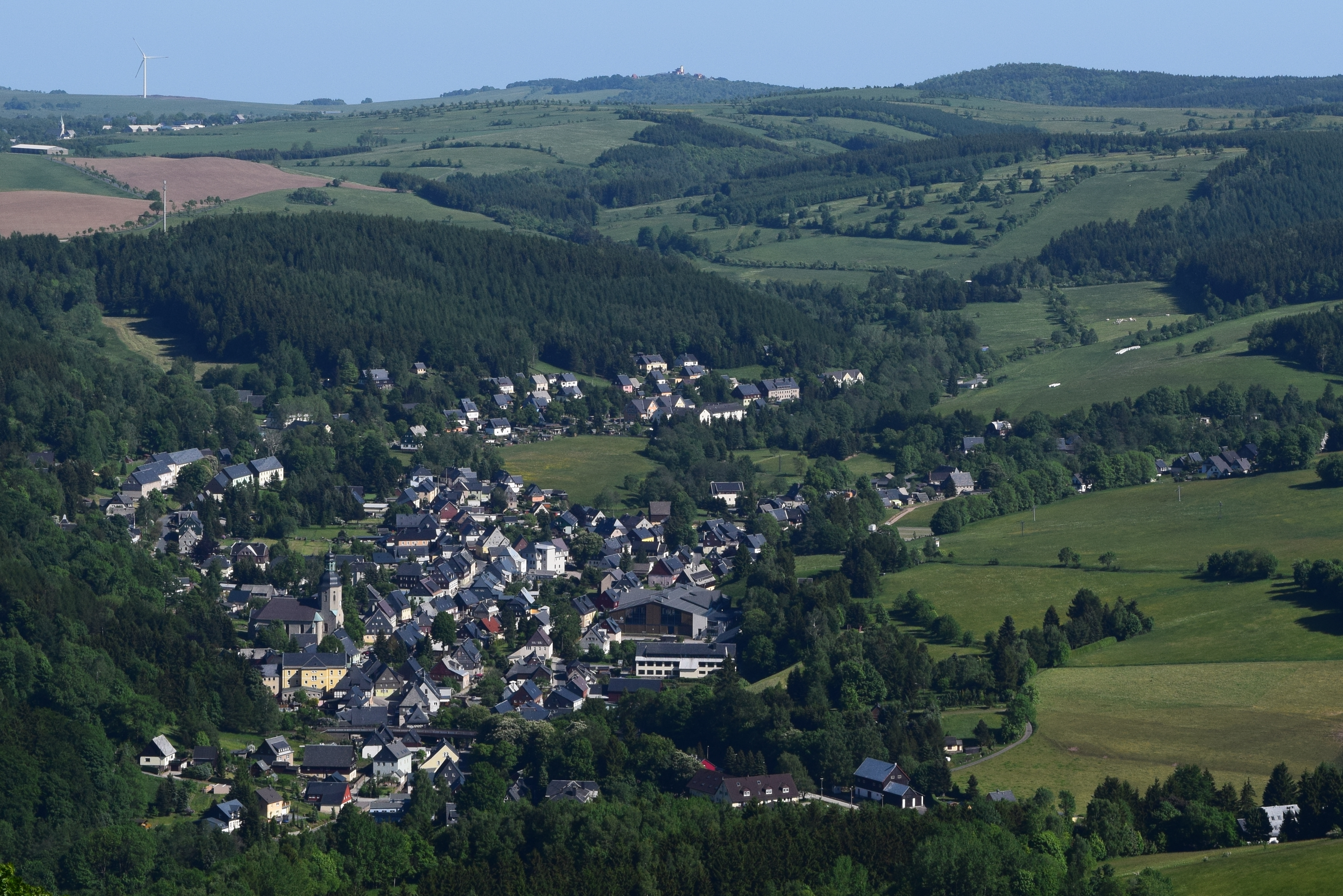
Aussicht vom Geisingberg auf Geising